# Románia vasúti közlekedése

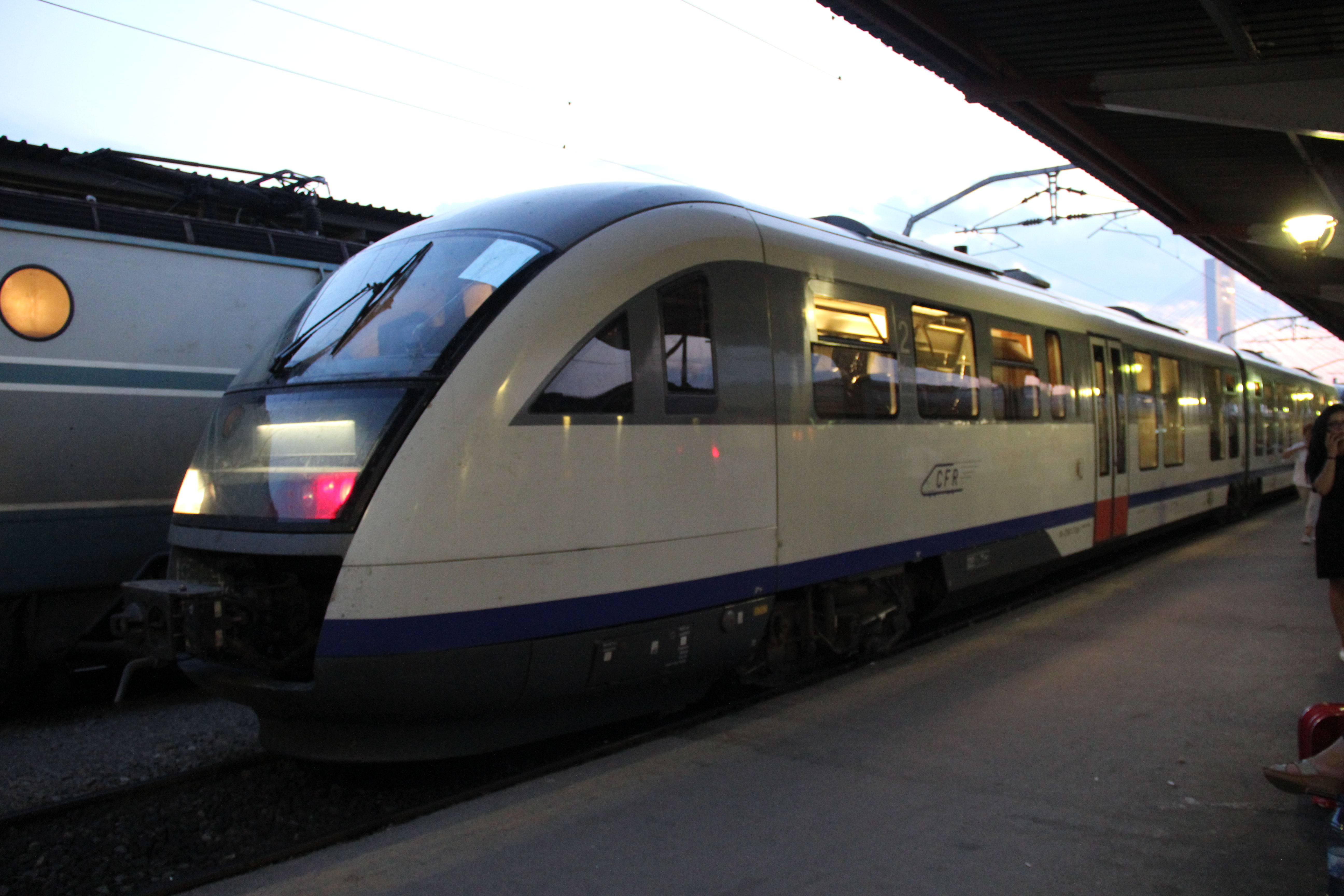
Jellegzetes Siemens Desiro motorvonat, Bukarest Északi pályaudvar, 2016

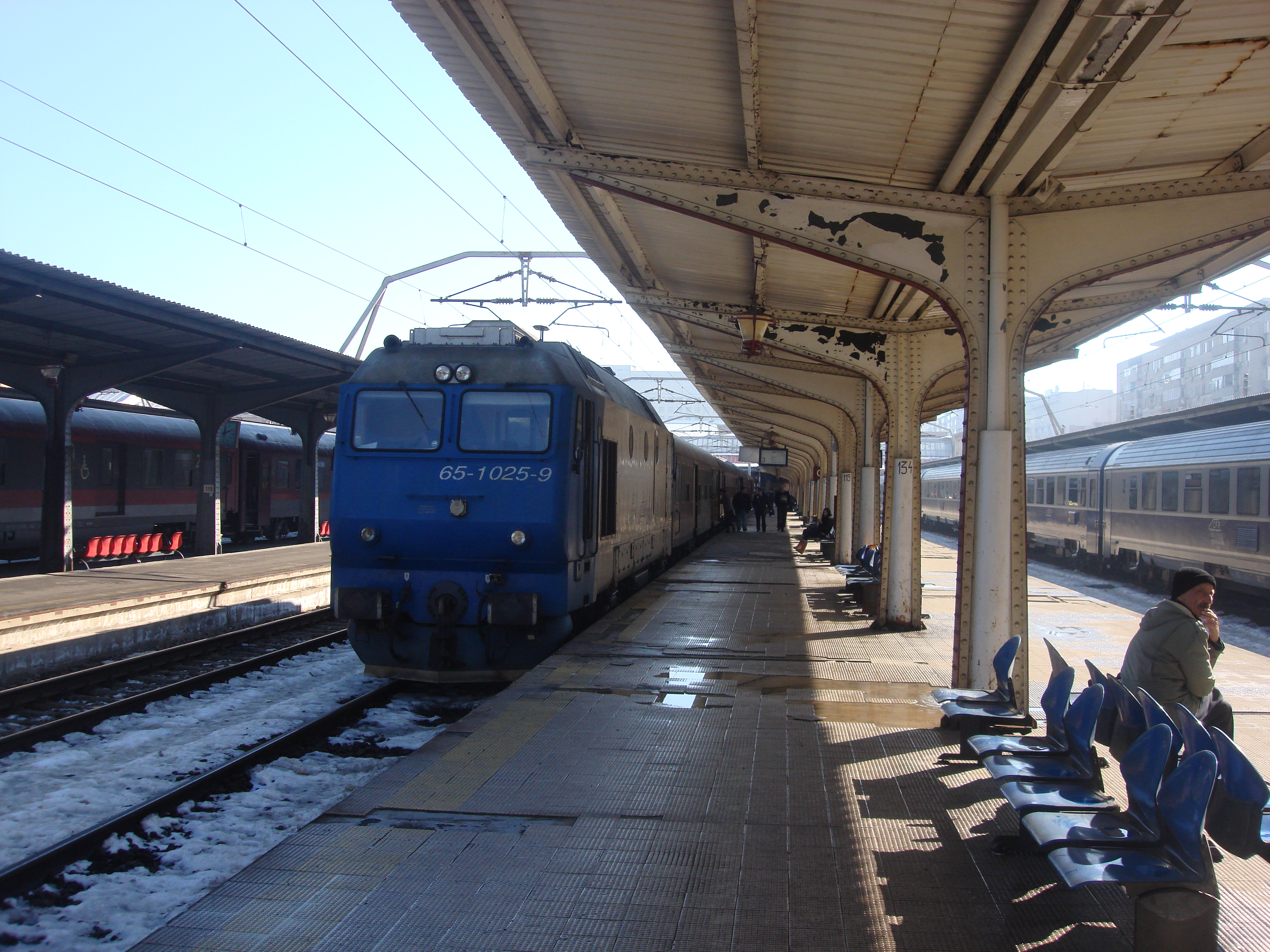
nemzetközi járat, Bukarest Északi pályaudvar, 2011

Románia vasúti közlekedése 10 777 km hosszú pályahálózaton bonyolódik. A romániai vasúthálózat összeköttetésben áll más európai hálózatokkal. A romániai vasúti közlekedést az AFER (Autoritatea Feroviara Română - Román Vasúti Felügyelet) ellenőrzi.
Az első vasútvonalat a mai Románia területén 1854-ben építették meg.
A nemzeti vasúttársaság a Căile Ferate Române (CFR), melyet 1880-ban alapítottak.

## Története

### 19. század

#### Oravicabánya–Báziás vasútvonal
A mai Románia területén épült első vasútvonalak megépítésükkor még Magyarországhoz tartoztak. A Bánsági-hegyek szénbányáit felügyelő Gustav Granzstein, a bécsi Császári Vagyonkezelő Igazgatóság vezetőjéhez, Kubek báróhoz írt levelében 1845-ben, felhívta a figyelmet a Stájerlakanina környékén lévő szénbányák jelentőségére. Miután a Habsburg Birodalom megszerezte az összes környékbeli bánya feletti tulajdonjogot, 1846. szeptember 31-én[forrás?] a bécsi kancellária elrendelte egy vasútvonal megépítését Oravicabánya és Báziás között. A 62,5 km vasútvonalat (elsőt a mai Románia területén) 1854. augusztus 20-án adták át a teherforgalomnak. A bánsági vasútvonalat 1855-ben az Osztrák Államvasút-Társaság (Staatliches Eisenbahn Gesellschaft – St.E.G.) vette át. Utólagos bővítések és fejlesztések során, 1856. november 1-jén megnyitották a személyforgalom számára is.
Ugyancsak az St.E.G. építette Cegléd–Szeged–Temesvár vonalat 1854–57 között, míg 1858-ban a Tiszavidéki Vasút Püspökladány–Nagyvárad vasútvonala érte el a mai Románia területét. Ezek a vonalak megteremtették a kapcsolatot Magyarország nagy mezőgazdasági vidékei között.

#### Bukarest–Giurgiu vasútvonal
Míg Erdélyben a vasút fejlődése elsősorban az ipari igényeknek megfelelően nőtt, addig az akkor egyesülő Moldvában és Havasalföldön az állami beavatkozásnak köszönhető koncessziók révén. 1864 és 1880 között több vasútvonal is megépült az akkor létező Román Királyság területén. 1865. szeptember 1-jén az angol John Trevor-Barkley vállalata elkezdte a Bukarest–Giurgiu vasútvonal építését. Ezt 1869. augusztus 26-án adták át a forgalomnak és ez számít az első tulajdonképpeni romániai vasútvonalnak (miután abban az időben Erdély és Bánság, így az Oravicabánya–Báziás vasútvonal is a Magyar Királysághoz tartozott).

#### Varcsáró–Roman vasútvonal
1866-ban Románia Nemzetgyűlése elrendelte egy 915 km hosszú vasútvonal megépítését a Krassó-Szörény megyei Varcsarótól egészen Roman városáig, érintve Pitești, Bukarest, Buzău, Brăila, Galați és Tecuci városokat. Az építkezést a német Strousberg konzorcium vállalta fel 270 000 aranyfrankért kilométerenként. A vasútvonalat több szakaszban adták át: az első szakaszt (Pitești–Bukarest–Galați–Roman) 1872. szeptember 13-án, míg a második szakaszt (Varcsaró–Pitești) 1878. május 9-én. A vasútvonal elsődleges jelentősége az volt, hogy összekötötte a Havasalföld és Moldva legfontosabb településeit. 1868. szeptember 10-én adták át a forgalomnak a bukaresti Északi Pályaudvart (Gara de Nord).
1880 januárjában a román Nemzetgyűlés úgy döntött, hogy a Varcsaró–Roman vasútvonal kezelését átveszi a Strousberg konzorciumtól, megalapítva az állami vasúttársaságot, a CFR-t.

#### Észak-moldvai vasútvonalak
1868. május 24-én a román államvezetés szerződést írt alá a szintén német Offenheim konzorciummal a Roman–Ițcani, Páskán (Pașcani)–Iași és Verești–Botoșani vonalak megépítésére, amelyek összhossza mintegy 224 km. Az első vonalat (Roman–Ițcani) 1869 decemberében adták át a forgalomnak, a második vonalat (Páskán (Pașcani)–Iași) 1870 júniusában, míg a Verești–Botoșani vonal 1871 novemberére készült el. A vasútvonalak rossz kezelése és a hatalmas adósságok miatt a román állam 1888. december 18-án lefoglalta őket, majd 1889-ben megvásárolta a német konzorciumtól.

#### Dobrudzsai vasútvonal
1877-ben a román függetlenségi háború során Dobrudzsa a Román Királyság része lett. Ezzel együtt megszerezte az 1860-ban az Oszmán Birodalom által építtetett 60 km hosszú Cernavodă–Konstanca vasútvonalat, melyet szintén az angol Barkley vállalat épített. A vasútvonalat a cernavodă-i vasúti híd megépítésével (1890–1895 között) integrálták az ország vasúti hálózatába, így biztosítva a konstancai kikötő kapcsolatát a többi régióval.

#### Erdély

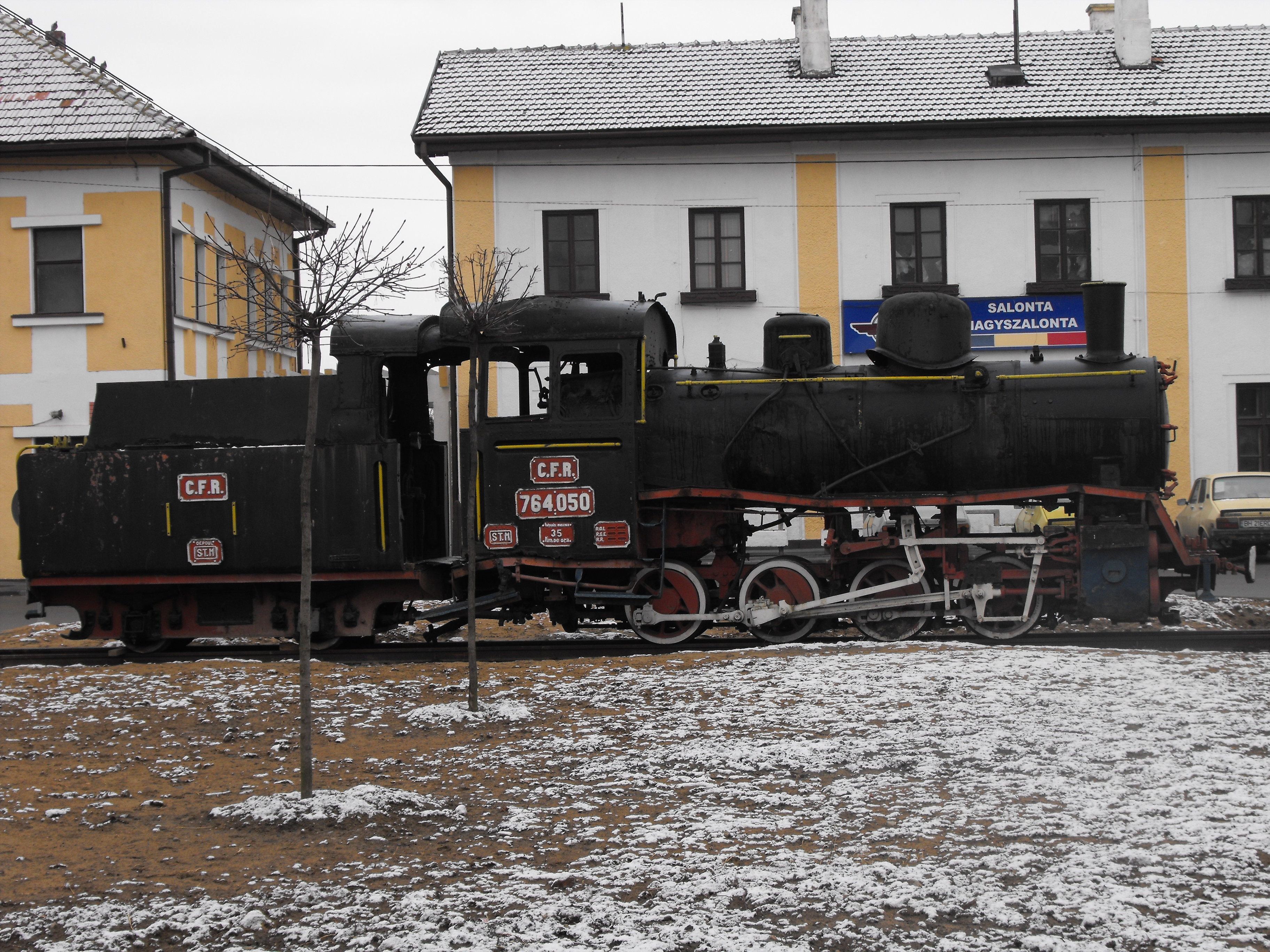
Nagyszalontai vasútállomás

Erdély Magyarországhoz tartozott 1920-ig, amíg a trianoni békeszerződés Romániának juttatta; ennélfogva a vasúthálózat fejlesztése is a magyar igényeknek megfelelően történt. 1875-re mind Erdélyben, mind Romániában megépültek már a vasúti fővonalak, amit a Baross-korszakban több mellékvonal is követett. A reformkorban Resicabányán és Aradon megépültek az első mozdony- és vasúti gördülőanyaggyárak, amelyek kiszolgálták az egész régió szükségleteit. Több magyar mellékvonalban találhatunk még ma is beépítve a századfordulóról származó resicai vasúti síneket.

#### Az első mozdonyok
A romániai vasúti vontatásnak kettős története van, hiszen az első vasútvonalak megépítésekor Erdély és Bánság a Habsburg Birodalom részei voltak, a Román Királyságot pedig Havasalföld és Moldva alkotta, melyhez később, a függetlenségi háború után, csatlakozott az addig török fennhatóság alatt álló Dobrudzsa.
Erdélyben, 1872-ben a resicabányai üzemben szerelték össze az első gőzmozdonyt, melyet John Haswell, a bécsi Staatliches Eisenbahn Gesellschaft igazgatója tervezett. 1891-ben megalapították az aradi Johan Weitzer Vagongyárat, mely elsősorban az erdélyi normál nyomtávú vasutak számára gyártott gőzmozdonyokat és vasúti kocsikat. Az aradi gyárban 1896-ra készült el az első gőzmozdony (377 sorozat), a MÁV 377-es sorozatának tervei alapján. Ezt a mozdonyt elsősorban mellékvonalak teherforgalmának lebonyolítására tervezték. 1896–1922-ben Aradon összesen 125 mozdonyt építettek, ezek közül viszont egy sem maradt fent, a két világháború közötti időszakban az összeset felszámolták. 1922 óta az aradi gyár kizárólag vasúti kocsik gyártásával foglalkozik.
1880-ban a CFR megalakulásakor a román állam kénytelen volt külföldről beszerezni az összes szükséges gőzmozdonyt. Míg 1882-ben 193 mozdony üzemelt, számuk az első világháború idejére elérte a 932-t .

### A 20. század első fele

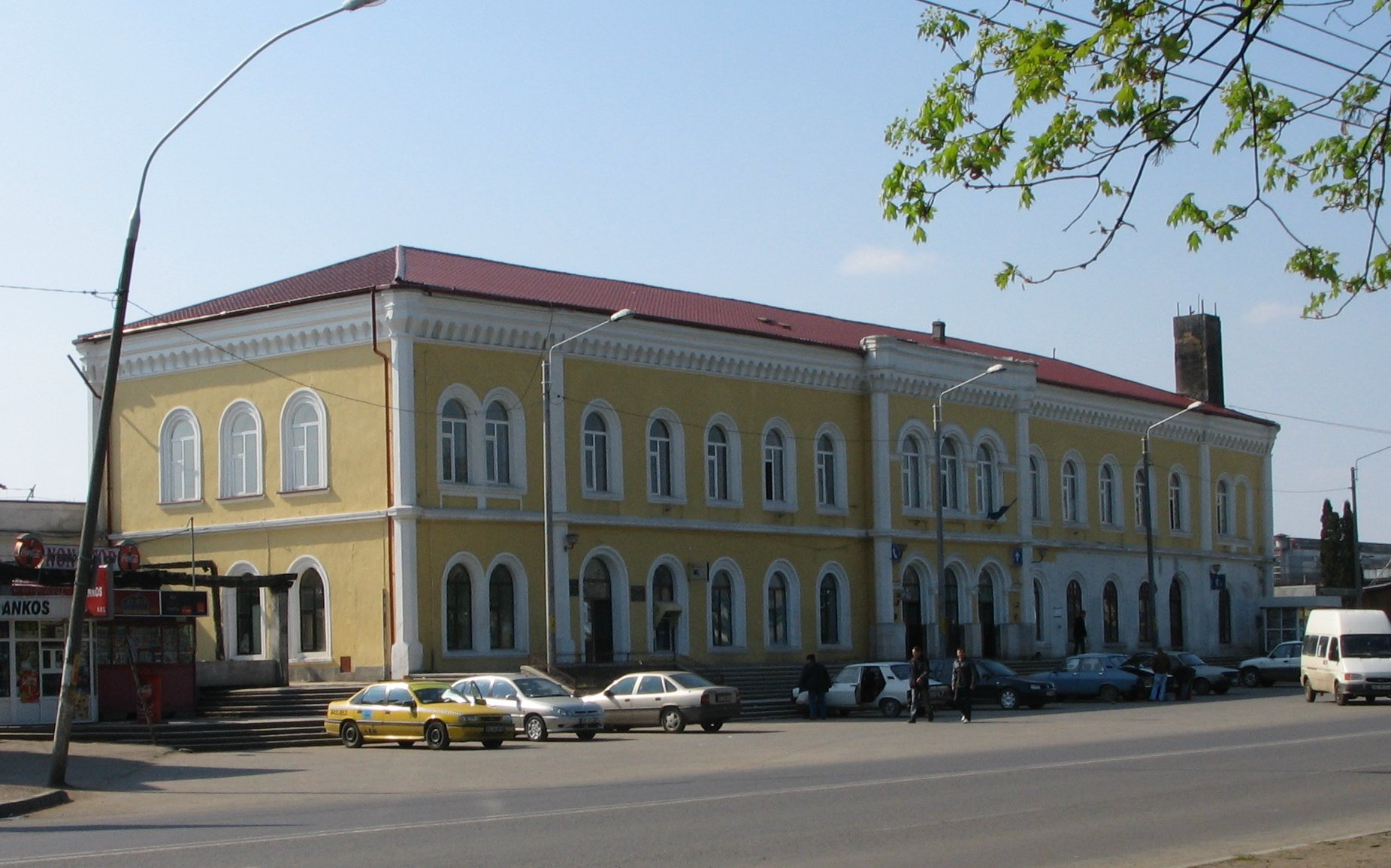
A romani vasútállomás

1918-ban a Román Királyság egyesült Erdéllyel, Bánsággal, Besszarábiával és Bukovinával, minek következtében megszerezte ezen területek vasútvonalait is. Az Oroszországtól megszerzett besszarábiai széles nyomtávú vonalakat át kellett építeni a Romániában szokásos normál nyomtávra. Ugyanakkor átvette a Resicabányai mozdonygyárat, az aradi Schweitzer-féle járműgyárat (Astra, később IVA) és új mozdonygyárat építtetett Bukarestben (Malaxa, később Augusztus 23 Művek, FAUR).
A két világháború közötti időszakban a legtöbb vasútvonalat kétvágányúsították. Az első kétvágányúsított a Bukarest–Ploiești-Câmpina volt, mely 1912-re készült el. Ezt követték a következő vonalak:
- Konstanca–Cernavodă (1931)
- Adjud–Tecuci (1933)
- Tövis–Apahida (1940)
- Câmpina–Brassó (1941)
- Buzău–Mărășești (1942)

Nagy-Románia alapítása, 1918. december 1. után, miután a vasúti hálózat hossza megduplázódik, a CFR tulajdonába összesen 2500 mozdony kerül, melyek nagy része (183 sorozat) Oroszországból, Németországból és Ausztria-Magyarországból származik. A cserealkatrészek hiánya, valamint a háború okozta károk miatt számos gőzmozdonyt kivonnak a forgalomból, ami egy krízishelyzetet szül a vasúti közlekedésben. Ennek következtében a román államvezetés elrendeli hazai gőzmozdonyok gyártását külföldi tervek szerint (zárójelben a gyártás időszaka):
- 230-as sorozat személyszállító vonatok számára (1932–1936)
- 142-es sorozat személyszállító vonatok számára (1937–1940)
- 50-es sorozat tehervonatok számára (1926–1936)
- 150-es sorozat tehervonatok számára (1947–1960)
- 131-es sorozat mellékvonalak személyforgalmának kiszolgálására (1939–1942)
- 150.1-es sorozat prototípusa nehéz szerelvények vontatására (1938–1939)

Az első romániai gőzmozdony, az 50.243-as sorozatszámú Regele Ferdinand (Ferdinánd király) 1926-ban gördült ki a resicabányai szerelőüzemből. 1926–1960 között Romániában összesen 1207 gőzmozdony gyártottak és egészen 1980-ig álltak forgalomban.
Az 1920-as és 1930-as években a CFR számos új mozdonyt és vagont vásárolt, flottájának megújítása céljából. Ekkor vezették be a dízelmozdonyokat, valamint a Malaxa dízelmotorvonatokat.
A nagy gazdasági világválság egyik romániai megnyilvánulása az 1933-as grivicai vasúti üzemi sztrájk volt, mely véres összetűzésekhez vezetett a csendőrséggel, és melynek egyik vezetője az a Gheorghe Gheorghiu-Dej volt, aki 1948-ban a Román Kommunista Párt főtitkára és egyben Románia államelnöke lett.

### II. világháború
A második bécsi döntés értelmében Magyarország 1940 szeptemberében visszakapta Észak-Erdélyt. A határok azonban úgy metszették el az erdélyi vasútvonalakat, hogy Székelyfölddel nem volt összeköttetése a magyar hálózatnak. A magyar kormány ezt két vasútvonal építésével igyekezett orvosolni: először a Marosvásárhelyi Kisvasút Kolozsnagyidáig tartó vonalát hosszabbították meg Szászlekencéig 16 km hosszan 1940 december közepére. Ez a megoldás csak ideiglenes volt, a két vasúthálózat összekötése ugyanis nagyvasúti fővonalat kívánt meg. Az összekötő vonal Szeretfalva–Déda között épült meg 48 km hosszan. A forgalomnak 1942. december 5-én adták át. Azonban a történelem változása miatt csak 2 évig használhatta a MÁV: a szakasz 1944–1945-ben a többi észak-erdélyi vonallal együtt újra a CFR tulajdonába került.

### A kommunista hatalom idején

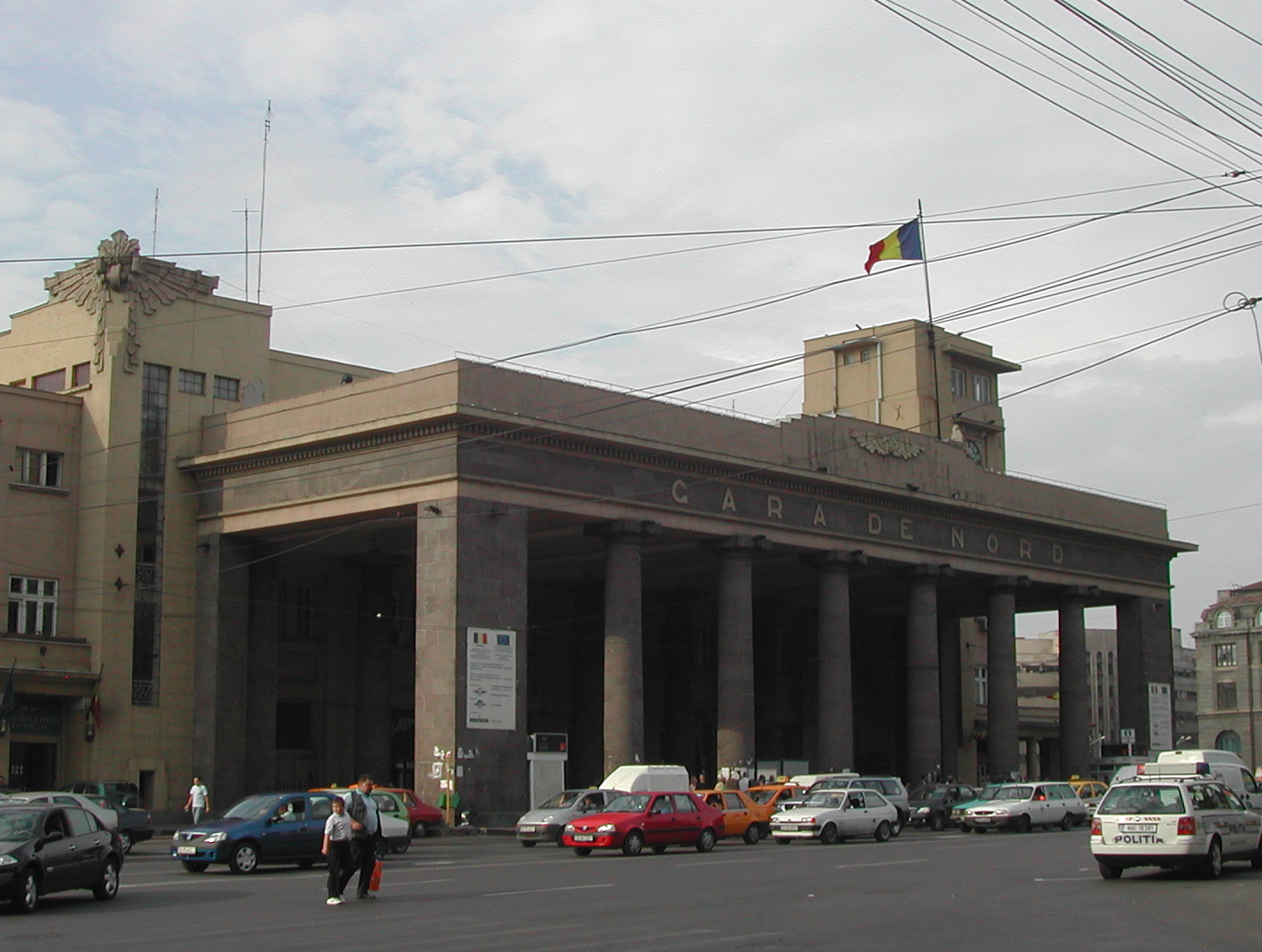
A bukaresti Északi Pályaudvar

Az 1949-es évtől kezdve a kommunista vezetés jelentős mértékben fejlesztette a román vasutakat. Gheorghe Gheorghiu-Dej vezetése alatt a vasút a kommunista ipar zászlóshajójává lett. 1959-ben megkezdődtek a villamosítási munkálatok, majd a 70-es években a fővonalak kétvágányúvá bővítése.
Az első villamosított fővonal a Bukarest–Brassó vonal volt, mely nagy forgalmat bonyolított le mind a személy-, mind a teherszállítás terén. A vasútvonalat több szakaszban villamosították, teljes hosszában 1969-re készültek el a munkálatok.
Ebben a periódusban folytatódott a vasútvonalak kétvágányúsítása:
- Făurei–Galac (1971)
- Pantelimon–Cernavodă (1971)
- Bukarest–Roșiori–Craiova (1972)
- Chitila–Golești (1972)
- Brassó–Küküllőszög állomás (Câmpul Libertății) (Balázsfalva része) (1974)
- Egyedhalma–Szucsáva (1975)

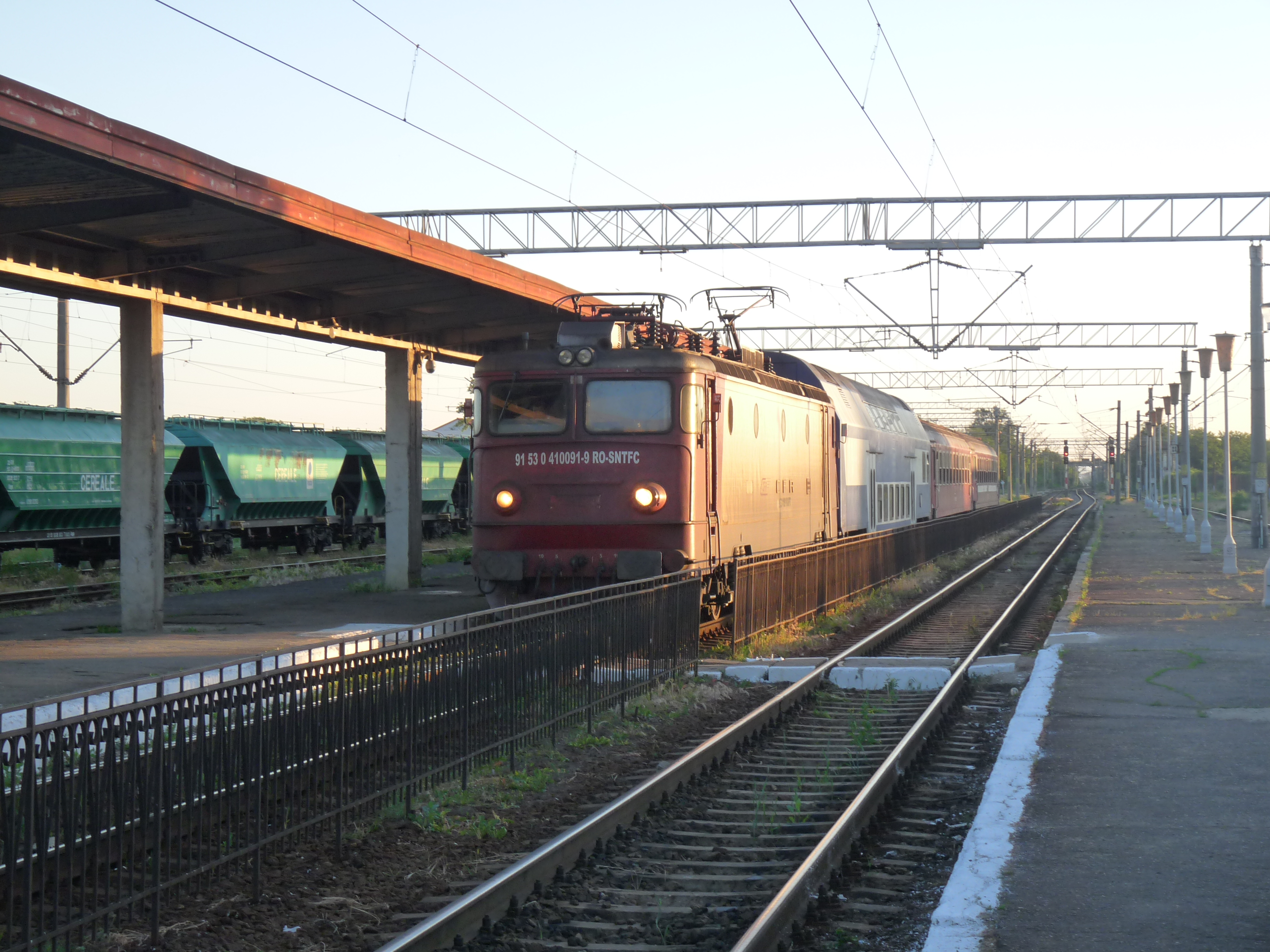
Villamos mozdony, Focsani

Az 1960-as évek végére a gőzmozdonyokat teljesen kivonták a forgalomból, helyükre a korszerű dízel- és villanymozdonyok léptek, melyeket a korszerűsített craiovai (Electroputere) és a bukaresti (Uzinele 23 August) üzemekben szereltek össze. Néhány gőzmozdonyt a '90-es években helyreállítottak. Ezek kizárólag turistaszerelvényeket vontatnak.

### 1989 után
Az 1989-es forradalom után, a kommunista rendszer megdöntését követően Románia örökölte Európa egyik legkiterjedtebb és legforgalmasabb vasúthálózatát, mely azonban a technikai fejlesztések terén rengeteg kívánnivalót hagyott maga után. Ezen tény, valamint az 1990-es évek első felének gazdasági visszaesése hozzájárultak a CFR hanyatlásának elindulásához. Számos (elsősorban falusi) mellékvonalat bezártak, a főleg az 1970-es években gyártott vasúti gördülőanyagot pedig elhanyagolták. Emiatt a CFR megítélése mind bel-, mind külföldön jelentősen romlott.
A helyzet 1998-ban változott meg, amikor a Societatea Națională a Căilor Ferate Române-t négy önálló vállalatra osztották fel a hatékonyabb működés céljából. Ezt követően, valamint a 2000 utáni gazdasági fellendülésnek köszönhetően a CFR helyzete lényegesen javult, és halványult hírnevén is sikerült javítania.
1989 után számos mellékvonalat bezártak. Ezek elsősorban ipari vonalak és keskeny nyomtávú vonalak voltak. A vasútvonalak bezárásának elsődleges okai a magánbusztársaságok megjelenése, valamint a közúti közlekedés viszonyainak javulása voltak. Tervbe vették számos (elsősorban Temes megyei) vasútvonal bezárását, melyek a 2005-ös árvizek során súlyosan megrongálódtak, és a helyreállításukra szánt pénz nem térülne meg belátható időn belül a lecsökkent forgalom miatt.
Ezidáig majdnem 1500 km hosszú vasútvonalat zártak be.
Több keskeny nyomtávú vonalat, mint Abrudbánya–Topánfalva, Marosvásárhely–Mezőbánd ismét megnyitottak. Ezeken a Societatea Feroviară de Turism üzemeltet időszakosan turistaszerelvényeket.

### Részleges privatizáció

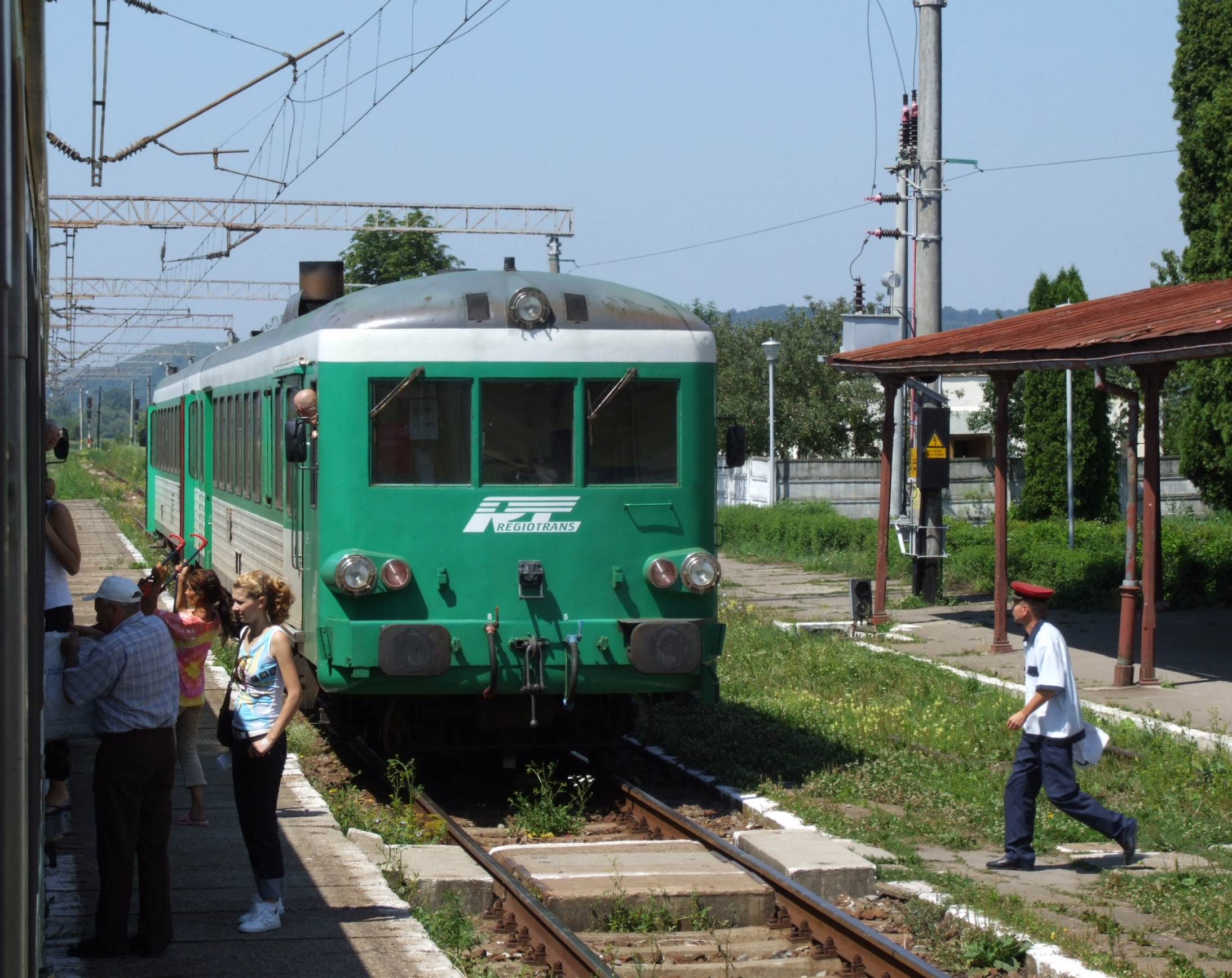
A Regiotrans magán vasúttársaság egyik motorvonata Erzsébetváros (Dumbrăveni) állomáson.

Annak ellenére, hogy Romániában nincs állami monopólium a vasúti személyszállítás terén, mégis a CFR-nek van döntő szerepe. A CFR 1998-as átszervezése után a vasútvonalak mintegy 10%-nak üzemeltetése átkerült magánvasúttársaságokhoz. Ilyen vonalak: Brassó–Zernyest, Brassó–Bodzaforduló, Sepsiszentgyörgy–Bereck, Segesvár–Székelyudvarhely, Alkenyér–Kudzsir, Balázsfalva–Parajd és Roșiori Nord–Piatra Olt. Ezen vonalakon a CFR nem üzemeltethet vonatokat. A magántársaságok nagy része a vasúti gördülőanyagot a CFR-től bérli. A teherszállítás terén jóval több, összesen 28 magántársaság üzemeltet szerelvényeket a CFR Marfa mellett. A legjelentősebb a Servtrans.

### Modernizálás

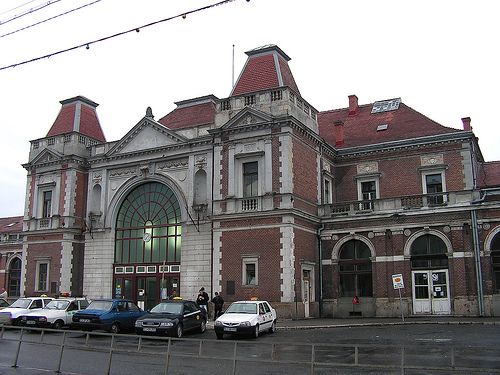
A kolozsvári vasútállomás

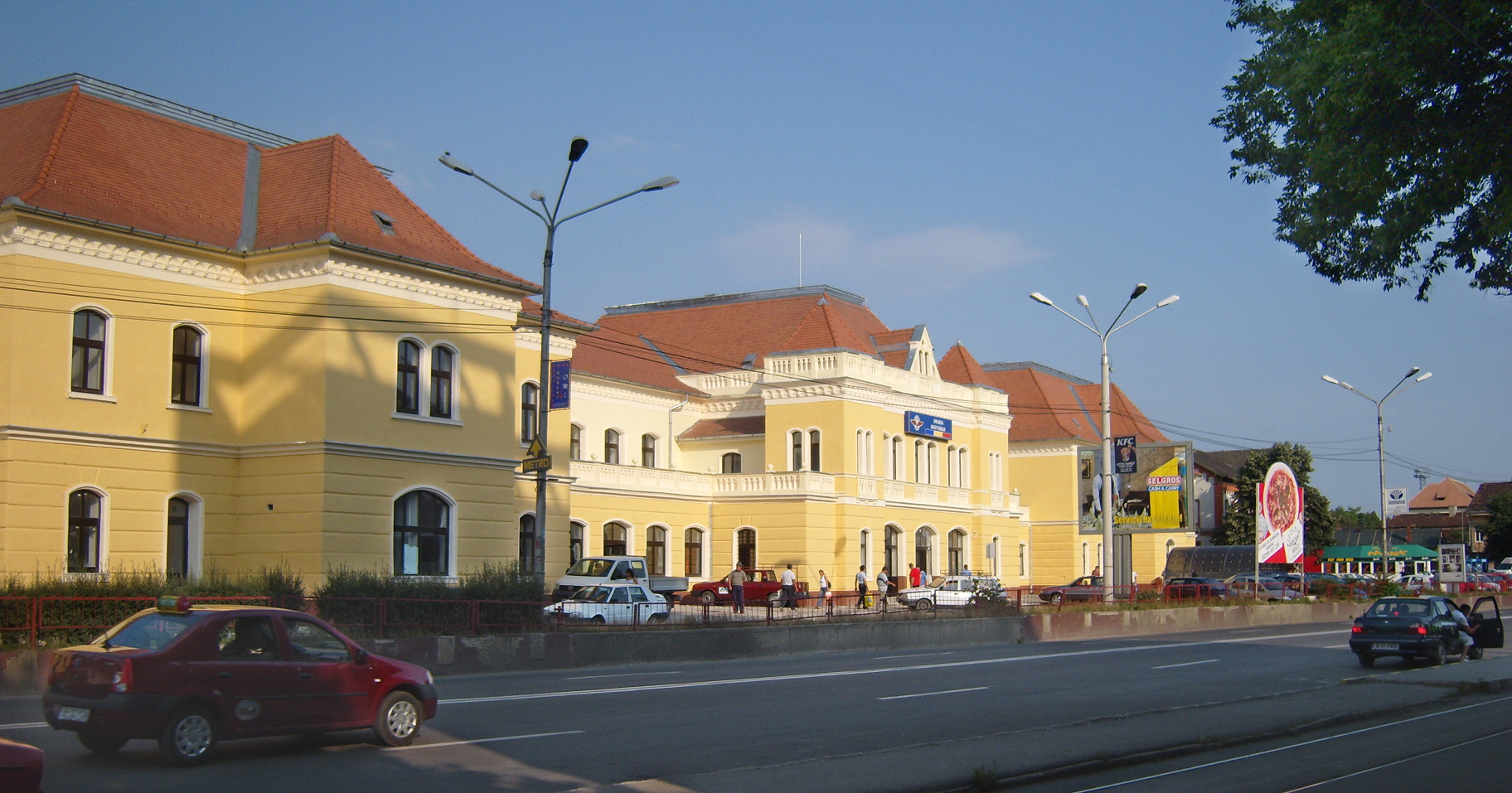
A nagyváradi vasútállomás

A 2000-es évek elején megindult modernizációs folyamatok első lépéseként a CFR korszerűsítette a Rapid és InterCity szerelvényeit.

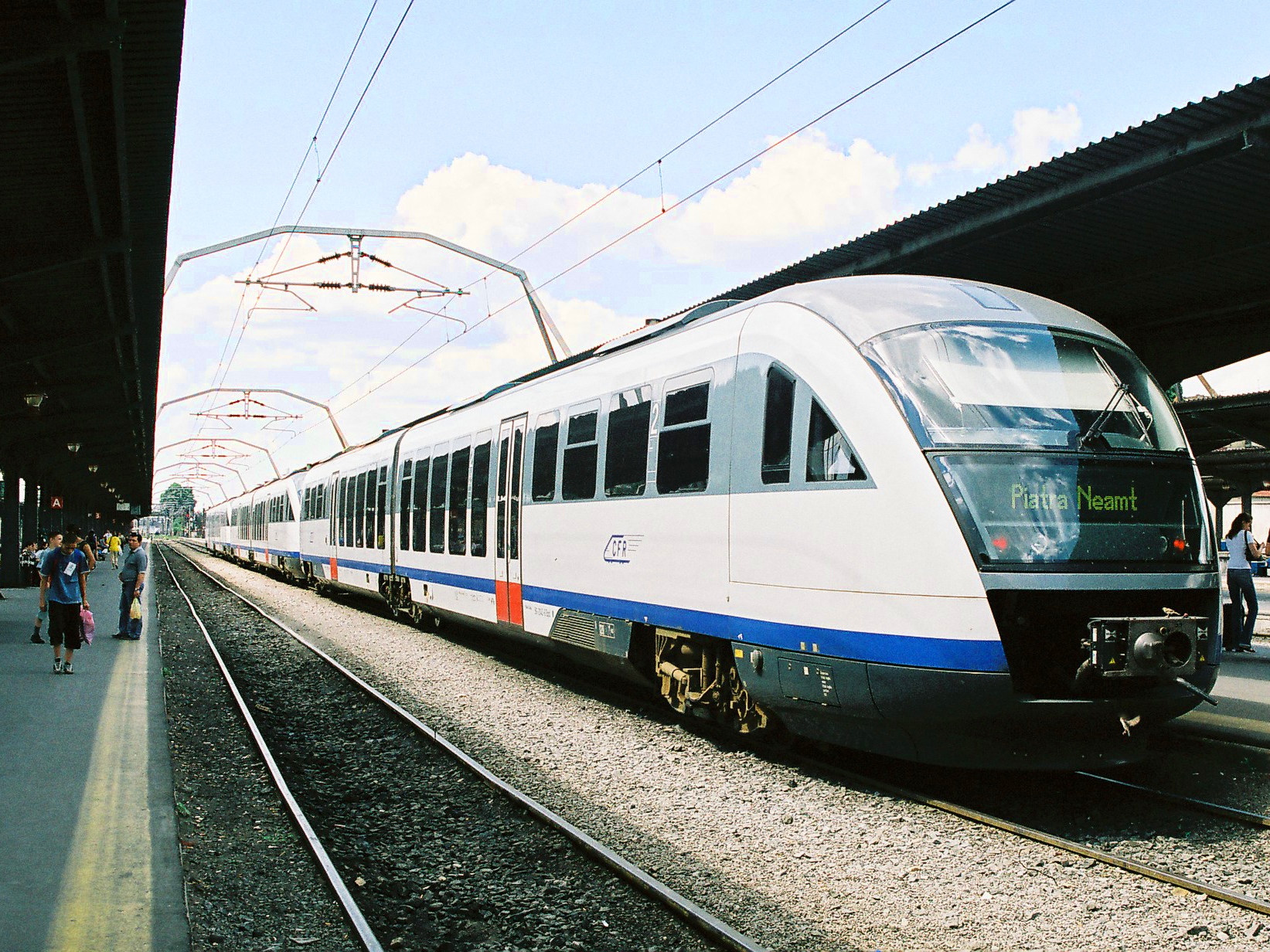
Az egyik új Siemens Desiro motorvonat.

Az InterCity hálózat növekedésének biztosítása érdekében, a CFR 2003-ban Desiro motorvonatokat vásárolt a Siemenstől, amelyek egy részét az aradi vagongyárban szereltek össze. Ezeket általában rövid- és középtávú InterCity vonalakon használják Săgeata Albastră (azaz Kék Nyíl) megnevezés alatt. Ezen felül bővült a hálókocsik, fekvőkocsik száma és ugyanakkor számos új mozdonyt is beszereztek, a régieket pedig felújították.
Noha a CFR szolgáltatásai folyamatosan bővülnek és javulnak, a vállalatnak még mindig nem sikerült elérnie a profitabilitást, ami megkérdőjelezi a jövőbeni infrastrukturális fejlesztések megvalósítását.
Az első pályarekonstrukciós munkálatot 2006 áprilisában indították el. Ennek célja a Bukarest–Konstanca vasútvonalon (mely egyben az egyik legforgalmasabb, különösen a nyári szezonban) elérhető maximális sebesség 140 km/h-ról 200 km/h-ra való növelése volt.

## Infrastruktúra

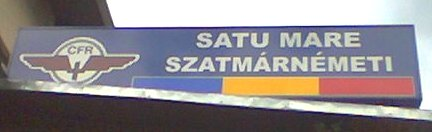
Kétnyelvű állomásnév-felirat

A romániai vasúti infrastruktúra karbantartásával és fejlesztésével elsősorban a CFR Infrastructură vállalat foglalkozik. Az általa üzemeltetett hálózat összefoglaló adatai:
- a normál nyomtávú vasúthálózat hossza: 10 615 km
  - ebből kétvágányú 2919 km, egyvágányú 7600
  - ebből villamosított (25 kV, 50 Hz AC - váltóáram) 4031 km, nem villamosított 6584
  - ebből interoperábilis 6878 km, nem interoperábilis 3737 km[3]
- széles nyomtávú (1542 mm) vonalak hossza: 134 km, nem villamosított
- keskeny nyomtávú (760 mm) vonalak hossza: 7 km, nem villamosított
- sűrűség: 45,22 km/1000 km²[2]
- alagutak száma 188, hossza 64 km
- hidak száma 17 694
- állomások szám 896[3]

További infrastruktúra-üzemeltetők az RC-CF Trans (739 km), a Grup Feroviar Român és a Vest Trans Rail (2,7 km).
2022-ben a vasúti pályák jellemzően rossz műszaki állapotban vannak. A vasútvonalak 73%-ának lejárt a tervezett élettartama, míg a költségvetésben rendelkezésre bocsátott források csak 33 km-nyi pálya korszerűsítését tették lehetővé. A hálózaton található 18 000 vasúti híd 27%-a is meghaladta tervezett élettartamát, és sürgős felújításra szorul.

### Vasútvonalak
Romániában a vasútvonalak kétféle számozási rendszere működik párhuzamosan.
A CFR Infrastructură által alkalmazott vonalszámot (Numărul de linie) használják a sebességkorlátozási közleményekben, illetve a vasúti infrastruktúra korszerűsítésére kiírt tendereknél.
| Infrastruktúra-kezelő                       | Vonalszám CFR Infrastructură | Vonalszám CFR Călători | Nyomvonal                                    | Hossz (km) |
| ------------------------------------------- | ---------------------------- | ---------------------- | -------------------------------------------- | ---------- |
| CFR Bukaresti, Craiovai, Temesvári reg. ig. | 100                          |                        | 100-as vasúti fővonal                        |            |
| CFR Temesvári, Brassói reg. ig.             | 200                          | 200 része, 200A        | Tövis–Gyulafehérvár–Alvinc–Piski–Arad–Kürtös |            |
| CFR Craiovai, Brassói reg. ig.              | 203                          | 201, 200 része, 208    | Piatra-Olt−Kiskapus                          |            |
| CFR Craiovai reg. ig.                       | 204                          | 205                    | Băbeni−Alunu                                 | 41         |
| CFR Brassói reg. ig.                        | 205                          | 200 része              | Brassó−Olthídi kitérő                        |            |
| CFR Brassói reg. ig.                        | 210                          | 200 része              | Nagyszeben−Alvinc                            |            |
| CFR Brassói reg. ig.                        | 212                          | 206                    | Alkenyér−Kudzsir                             | 12,3       |
| CFR Temesvári reg. ig.                      | 213                          | 207                    | Piski–Vajdahunyad                            | 15         |
| CFR Temesvári reg. ig.                      | 215                          | 211                    | Hátszegváralja–Baucár–Karánsebes             | 41,3       |
| CFR Temesvári reg. ig.                      | 216                          | 212                    | Lugos–Marosillye                             | 83         |
| CFR Temesvári reg. ig.                      | 217                          | 213                    | Temesvár–Máriaradna                          | 63,2       |
| CFR Temesvári reg. ig.                      | 218                          | 310 része              | Temesvár–Arad                                | 57,3       |
| CFR Temesvári reg. ig.                      | 220                          |                        | Glogovác–Maros-híd                           | 6,3        |
| CFR Temesvári reg. ig., RC-CF Trans         | 223                          | 215                    | Arad–Nagylak                                 |            |
| CFR Bukaresti, Brassói, Kolozsvári reg. ig. | 300                          |                        | 300-as vasúti fővonal                        |            |
| CFR Kolozsvári reg. ig.                     | 400                          |                        | 400-as vasúti fővonal                        |            |
| CFR Galaci, Bukaresti, Jászvásári reg. ig.  | 500                          |                        | 500-as vasúti fővonal                        |            |
| CFR Jászvásári reg. ig.                     | 600                          |                        | 600-as vasúti fővonal                        |            |
| CFR Bukaresti, Galaci reg. ig.              | 700                          |                        | 700-as vasúti fővonal                        |            |
| CFR Bukaresti, Konstancai reg. ig.          | 800                          |                        | 800-as vasúti fővonal                        |            |
| RC-CF Trans                                 |                              | 203                    | Brassó–Zernest                               | 27         |

A CFR Călători által alkalmazott vonalszámozás (Numărul de secție) szerint Románia vasúthálózatát jelenleg 9 fővonal alkotja, melyekhez számos mellékvonal csatlakozik.
| Bukarest Ploiești Brassó Segesvár Székelyföldvár Kolozsvár Nagyvárad Nagyszeben Arad Piski Kürtös Alvinc Podu Olt Madéfalva Déda Dés Nagybánya Szatmárnémeti Făurei Tecuci Bârlad Crasna Vaslui Jászvásár Ungheni |

| 200 |

| 300 |

| 400 |

| 500 |

| 600 |

| 700 |

| 800 |

| 900 |

| 1000 |

### Nemzetközi kapcsolatok
A román vasúthálózat 17 ponton kapcsolódik a szomszédos országok (Magyarország, Ukrajna, Moldova, Bulgária, Szerbia) vasúthálózataihoz:
| Ország       | Állomás (szomszéd ország) | Állomás (Románia)      | Vasútvonal                                                                              | Villamosított | Típus      | Nyomtáv       | Forgalom      |
| ------------ | ------------------------- | ---------------------- | --------------------------------------------------------------------------------------- | ------------- | ---------- | ------------- | ------------- |
| Magyarország | Lőkösháza                 | Kürtös                 | 200-as vasúti fővonal                                                                   | igen          | egyvágányú | normál        | teher+személy |
| Magyarország | Kötegyán                  | Nagyszalonta           |                                                                                         | nem           | egyvágányú | normál        | személy       |
| Magyarország | Biharkeresztes            | Biharpüspöki           | 300-as vasúti fővonal                                                                   | nem           | egyvágányú | normál        | teher+személy |
| Magyarország | Nyírábrány                | Érmihályfalva          |                                                                                         | nem           | egyvágányú | normál        | teher+személy |
| Magyarország | Ágerdőmajor               | Nagykároly             |                                                                                         | nem           | egyvágányú | normál        | teher+személy |
| Szerbia      | Versec                    | Alsósztamora-Temesmóra | Temesvár–Alsósztamora-Temesmóra-vasútvonal                                              | nem           | egyvágányú | normál        | teher+személy |
| Szerbia      | Nagykikinda               | Zsombolya              |                                                                                         | nem           | egyvágányú | normál        | teher+személy |
| Bulgária     | Vidin                     | Golenți                |                                                                                         | nem           | egyvágányú | normál        | teher+személy |
| Bulgária     | Rusze                     | Gyurgyevó Északi       |                                                                                         | nem           | egyvágányú | normál        | teher+személy |
| Bulgária     | Kardam                    | Negru Vodă             |                                                                                         | nem           | egyvágányú | normál        | teher+személy |
| Moldova      | Giurgiulești              | Galați                 |                                                                                         | nem           | egyvágányú | széles        | teher         |
| Moldova      | Prut                      | Fălciu                 |                                                                                         | nem           | egyvágányú | széles+normál | személy       |
| Moldova      | Ungheni                   | Ungheni Prut           |                                                                                         | nem           | egyvágányú | széles+normál | teher+személy |
| Ukrajna      | Vadu Siret                | Vicsani                |                                                                                         | nem           | egyvágányú | széles+normál | teher+személy |
| Ukrajna      | Barnabás                  | Visóvölgy              | Szálva–Alsóvisó–Visóvölgy–Máramarossziget-vasútvonal                                    | nem           | egyvágányú | széles        | teher+személy |
| Ukrajna      | Taracköz                  | Hosszúmező             | Szálva–Alsóvisó–Visóvölgy–Máramarossziget-vasútvonal                                    | nem           | egyvágányú | széles        | teher+személy |
| Ukrajna      | Nevetlenfalu              | Halmi                  | Nagyvárad–Székelyhíd–Érmihályfalva–Nagykároly–Szatmárnémeti–Halmi–Királyháza-vasútvonal | nem           | egyvágányú | széles+normál | teher         |

#### Vasúti átjárhatóság
2012 nyarán szerződést írtak alá MÁV Trakció és a CFR Călători vezetői arról, hogy ezentúl mozdonycsere nélkül kelhetnek át a nemzetközi vonatok a kürtösi határátkelőn. A szerződés aláírásakor még úgy tünt, hogy - még egy szerződés aláírása után - 2013 elején dolgoznák ki az új menetrendet. Augusztus végén már a 2012. december 9-i életbelépés volt napirenden. A december 9-i életbelépést igazolta, hogy novemberben már nagyban folytak a futópróbák az idegen pályákon. A két kiszemelt mozdony a vonatok nemzetközi továbbítására a MÁV Traxx és a CFR 47-es sorozatú Delfinek lettek. December 9-én végül az új menetrenddel együtt életbe lépett a mozdonycsere nélküli határátkelés Kürtösnél. Az egyezménynek köszönhetően jelentősen lerövidült az utazási idő a határátkelőt érintő vonatokon.

### Rendezőpályaudvarok

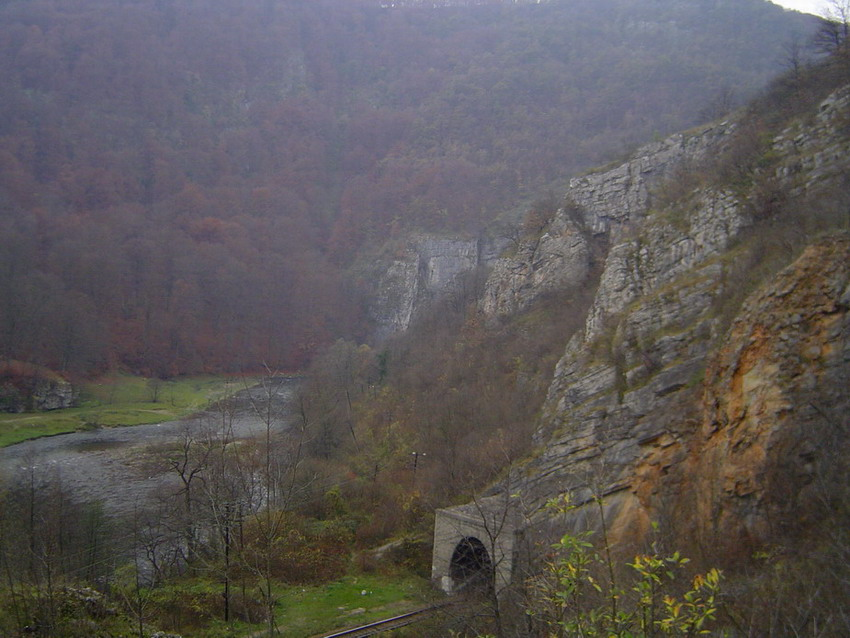
Alagút a Sebes-Körös völgyében a Kolozsvár-Nagyvárad vasútvonalon

Az ország legnagyobb rendezőpályaudvara a bukaresti, mely 1910–1913 között épült, Chitila Rendezőpályaudvar néven. A két világháború bombázásai során jelentős károkat szenvedett. 1940–1948 között az egyre növekvő vasúti forgalom kielégítése céljából egy új pályaudvart építettek, párhuzamosan a régivel, melynek neve Bukaresti Új Rendezőpályaudvar lett.
1955-ben megépült az első mechanizált rendezőpályaudvar Ploiești-n, amely automata fékrendszerének köszönhetően napi 4000 kocsi mozgatására is képes volt. 1977-ben épültek meg a golești-i és koslárdi rendezőpályaudvarok, majd 1979-ben az aradi, nagyváradi és szucsávai. 1982-ben adták át a forgalomnak a naponta 5400 kocsit mozgatni képes socolai rendezőpályaudvart.
Napjainkban a legnagyobb forgalmat a bukaresti, brassói, koslárdi, dési és konstancai rendezőpályaudvarok bonyolítják le.

### Alagutak

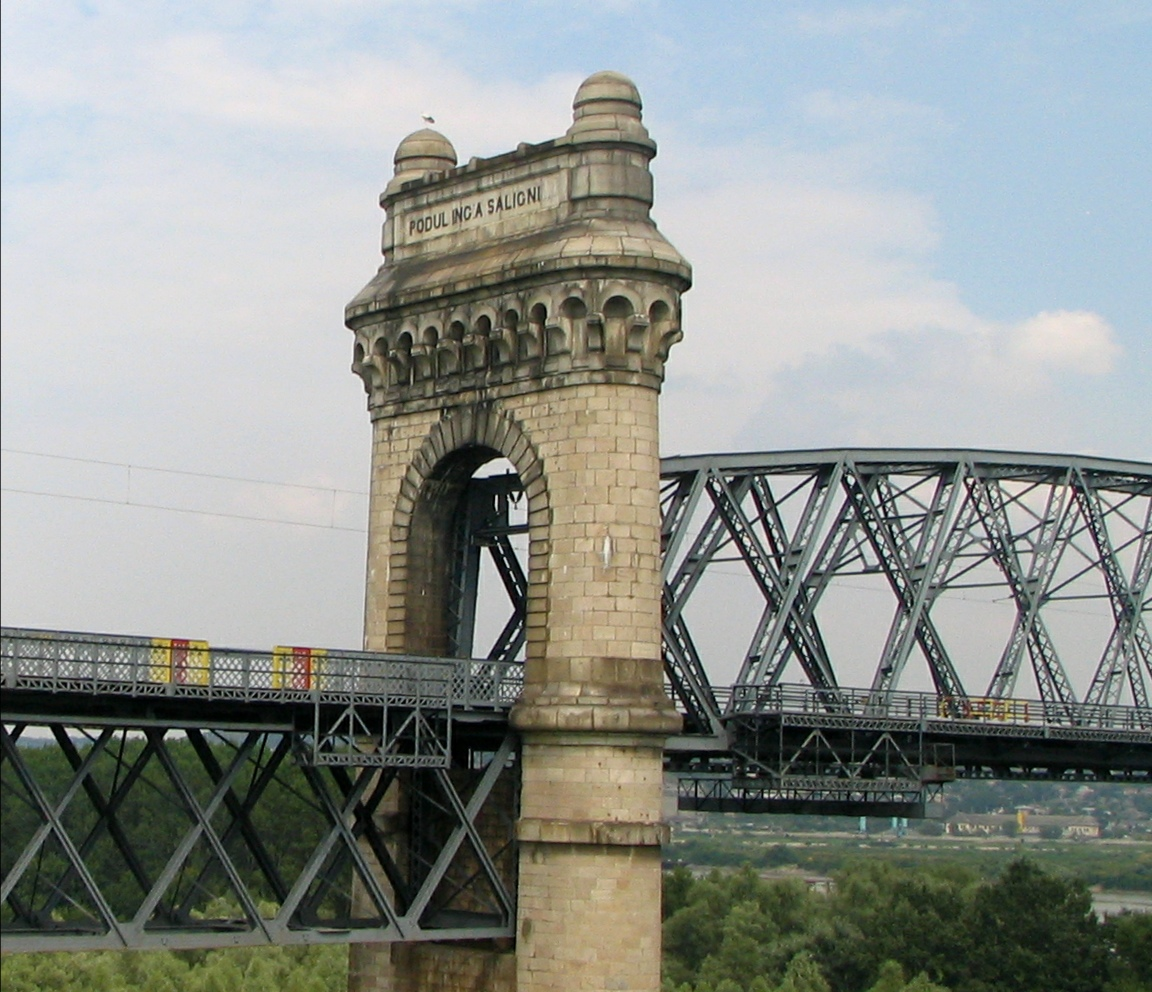
Az Anghel Saligny híd a Duna felett

Az első vasúti alagutak (14 darab) 1856–1863 között épültek meg az Oravicabánya–Stájerlakanina vonalon. Erdélyben a MÁV 1863–1881 között még 35 alagutat épített, melyek összhossza 7,3 km volt. 1881–1918 között külföldi építkezési vállalatok még 29 alagutat (összesen 13,8 km) építettek a Csíkcsicsó–Adjud, Râmnicu Vâlcea–Podu Olt, Kisilva–Vatra Dornei és Cucuteni–Dorohoi vonalakon. A két világháború között épült meg Románia leghosszabb (4369 m) alagútja, a Keresztvári-alagút a Brassó–Bodzaforduló vonalon. A második világháborúban rengeteg (elsősorban erdélyi) alagút megsemmisült. A háborút követő időszakban, a kommunista vezetés által prioritásként kezelve, a romániai vasúthálózat jelentősen bővült, így az alagutakat is helyreállították, illetve újakat építettek: 35-öt a Bumbești–Livazeny, 5-öt pedig a Szálva–Alsóvisó vonalon. 1971–1999 között még 21 kilométernyi alagút épült, így elérve a napjainkban is üzemben levő 71,5 km összhosszúságot, ami kevesebb, mint a teljes romániai vasúthálózat 1%-a.

### Duna-hidak
1879-ben a Bukarest–Ciulnița–Fetești vasútvonal építése során felmerült egy Dunán átívelő vasúti híd megépítésének ötlete, mely összekötötte volna az újonnan épülő vonalat a Cernavodă–Konstanca vasútvonallal, így megteremtve a kapcsolatot a főváros és a Fekete-tenger között. A híd megtervezésére Anghel Salignyt kérték fel, a bukaresti Hídépítő Főiskola híres mérnökét.
Az új híd a Dunán Cernavodă-nál épült meg. Központi nyílása 190 m, négy oldalsó nyílásának fesztávolsága pedig egyenként 140 m. A hídhoz egy 15 nyílásból (egyenként 60 m-es nyitású) álló viadukt is csatlakozik. A Borceai-Duna-ág átívelésére egy három nyílású (egyenként 140 m) híd épült valamint egy 11 nyílásból (34–42 m közötti távolság) álló viadukt. A 4088 m hosszú hídegyüttes a maga idejében Európa legnagyobb ilyen jellegű építménye volt. A híd 30 méteres magasságban íveli át a Dunát, így biztosítva a folyami hajózás akadálymentességét. A hidat 1895 szeptemberében adták át a forgalomnak. Felavatásában részt vett I. Károly román király is, akiről a hidat elnevezték.
A kommunista időszak idején nevezték át Saligny-hídnak és a régi híddal párhuzamosan egy új, korszerűbb közúti és vasúti hidat emeltek.

## Személyszállítás
Személyszállítással Romániában hat cég foglalkozik: az állami CFR Călători és öt magáncég.
A CFR Călători 2022-ben 11 157 alkalmazottal 2,43 milliárd lej árbevételt ért el (a teljes piac 77%-a), 176,3 millió lej veszteséggel. Ez volt sorozatban a hatodik veszteséges éve, és 899 millió lej adósságot halmozott fel, állami szubvenciókkal tartják életben. A vállalatnak nyolc területi alegysége van, és számos kisebb alegysége, amelyek a vasúti gördülőanyag javításával foglalkoznak, valamint számos területi jegypénztárral rendelkezik.
Szintén 2022-es adatok szerint az öt magáncég összesen 1406 alkalmazottat foglalkoztatott és 558 millió lej árbevételt ért el (a teljes piac 23%-a). Utasszám tekintetében piaci részesedésük ennél nagyobb, mivel jegyeik olcsóbbak a CFR Călători jegyeinél. Mind az öt nyereséget tudott felmutatni:
- a brassói székhelyű Regio Călători, mely közel kéttucatnyi, főként erdélyi és moldvai vonalon közlekedtet vonatokat, 218,6 millió lej árbevétel mellett 4,63 millió lej nyereséget ért el;
- a kolozsvári székhelyű Transferoviar Călători, mely főleg Erdélyben aktív, 179,1 millió lej árbevétellel és 2,35 millió lej nyereséggel zárt;
- a szintén kolozsvári és Erdélyben aktív Interregional Călători 102,6 millió lej árbevétel mellett 1,94 millió lej nyereséget ért el;
- a craiovai Softrans 38,6 millió lej árbevételből 0,99 millió lej profitot realizált;
- a bukaresti illetőségű Astra Trans Carpatica pedig 19,6 millió lej árbevételből 1,23 millió lej nyereséget.[14]

2022-ben naponta átlagosan 1478 személyvonat közlekedett az országban. Ezek átlagos sebessége 44,68 km/óra volt, ami nem éri el a száz évvel korábbi 50−60 km/órás átlagot. Az átlagos késés 100 kilométerenként 3,48 perc volt.

## Teherszállítás
Romániában a vasúti teherszállítás 1998-ig állami monopólium volt, a CFR egyik üzletága. A vasúti privatizációt követően, a 2000-es évek elején jelentek meg az első teherszállításra szakosodott magánvasúttársaságok. A teherszállítás nagy részét még napjainkban is a CFR Marfă, a CFR erre szakosodott vállalata végzi.
A magánvasúttársaságok többségét elsősorban nagy ipari vállalatok alapították, saját termékeik szállítására. Napjainkban a következő társaságok vannak jelen a romániai vasúti teherszállítás piacán:
- CCCF – a CCCF S.A. építőipari vállalat üzemelteti (a cég alaptevékenysége elsősorban a vasúti infrastruktúra karbantartása)
- CC 33 ICIM – a Căi Ferate 33 Intreprinderea Construcții Industriale și Montaj építőipari konglomerátum üzemelteti
- CF – Clasfer
- CTF – Compania de Transport Feroviar
- CTV – Cargo Trans Vagon (vegyipari termékek szállítására szakosodott)
- GFR – Grup Feroviar Roman (a legnagyobb magántársaság teherszállítás terén)
- LCR – Logistics Center Romania (a Railion romániai leányvállalata)
- MIS – M.I.S. Grup Transport Feroviar
- RPL – Rompetrol Logistics (a Rompetrol SA kőolajipari vállalat vasúttársasága)
- SEFER – (a konstancai kikötő és finomító között szállítja a kőolajtermékeket)
- SI – Servtrans Invest SA
- ST – Softrans - (MÁV mozdonyokat bérel)
- TFG – SC Transferoviar Grup SA
- UT – SC Unifertrans SA (a konstancai kikötő és finomító között szállítja a kőolajtermékeket)

2022-ben naponta átlagosan 351 tehervonat közlekedett az országban. Ezek átlagos sebessége 15,49 km/óra volt.

## Turizmus
A turistaszerelvények üzemeltetésével a CFR erre szakosodott üzletága, a Societatea Feroviară de Turism foglalkozik.
Számos ismertebb keskeny nyomtávú erdei vasutat magánvállalkozások üzemeltetnek:
- Visó-völgyi mocănița (ejtsd: mokönica, jelentése mokányka (keskenynyomtávú erdei vasút) – az 56 km hosszú vasútvonal Máramaros egyik legszebb vidékén, a vadregényes Visó folyó mellékágán, a Vasér völgyén vezet keresztül. A vidék egyik legjelentősebb turisztikai attrakciója.
- Aranyos-völgyi mocănița – Torda és Topánfalva között üzemel, az Aranyos bal partján. 2005-ben ipartörténeti emléknek nyilvánították.
- A kovásznai sikló – 2002-ben egy alapítvány vette át az üzemeltetését , de azóta csak néhány alkalommal, nagyobb turistacsoportok kérésére állították üzembe[15]

## Járművek
A CFR Călători és CFR Marfă több típusú mozdonyt üzemeltet: villanymozdonyokat (E), dízel-elektromos mozdonyokat (DE), dízel-hidraulikus (DH) mozdonyokat és dízel-mechanikus (DM) mozdonyokat. A Societatea Feroviară de Turism ezenfelül üzemeltet néhány helyreállított gőzmozdonyt is. A CFR mind a négy üzletágának saját mozdony- és kocsiparkja van, de gyakoriak az olyan esetek, amikor kölcsönzik őket, akár hivatalos, akár szóbeli megegyezés útján.
A CFR Călători mozdonyainak 51 év, kocsijainak 32 év az átlagéletkora. 2011 és 2023 között egyáltalán nem történt járműbeszerzés; 2023-ban szerződést kötöttek 37 új Alstom motorvonat beszerzéséről; az 52 millió eurós beruházást az Európai Unió társfinanszírozza.
Típusok:
- Román mozdonyok
- Román motorvonatok